# Fontana dei Quattro Fiumi
Fontana dei Quattro Fiumi (Fonte dos Quatro Rios), é uma fonte localizada na Praça de Navona, em Roma, em frente à Igreja de Santa Inês. Foi projetada por Gian Lorenzo Bernini, artista do barroco italiano, entre 1648 e 1651, por encomenda do Papa Inocêncio X, na época dono do Palácio Pamphili, também na Praça de Navona. Acima da fonte está o Obelisco Egípcio Agonal.

## Descrição
A base da fonte é uma bacia a partir do centro da qual se erguem rochas de márnore travertino para sustentar os quatro deuses do rio e acima deles, uma cópia de um obelisco egípcio encimado pelo emblema da família Pamphili de uma pomba com um ramo de oliveira. A fonte representa os quatro principais rios do mundo, um em cada continente — Rio Nilo, em África; Rio Ganges, na Ásia, Rio da Prata, na América e o Rio Danúbio, na Europa - através dos quais a autoridade papal se espalhou.

## Design
O projeto de Bernini foi escolhido em uma competição. As circunstâncias de sua vitória são assim descritas por Filippo Baldinucci, em sua obra The life of Cavaliere Bernini (1682):
| “ | Tão forte foi a influência sinistra dos rivais de Bernini na mente de Inocêncio que quando ele planejou instalar na Piazza Navona o grande obelisco trazido a Roma pelo imperador Caracalla, que estava enterrado há muito tempo em Capo di Bove por o adorno de uma fonte magnífica, o Papa mandou fazer projetos pelos principais arquitetos de Roma sem encomendar de Bernini. O príncipe Niccolò Ludovisi, cuja esposa era sobrinha do papa, convenceu Bernini a preparar uma maquete e providenciar para que ela fosse instalada secretamente em uma sala do Palazzo Pamphili pela qual o Papa teve que passar. Terminada a refeição, ao ver tão nobre criação, parou quase em êxtase. Sendo príncipe do mais aguçado julgamento e das mais elevadas ideias, depois de admirá-lo, disse: “Isto é um truque… Será necessário empregar Bernini apesar daqueles que não o desejam, pois quem deseja não usar os desígnios de Bernini, deve tomar cuidado para não vê-los." | ” |

As fontes públicas em Roma serviam a múltiplos propósitos: primeiro, eram fontes de água altamente necessárias nos séculos anteriores ao encanamento doméstico. Em segundo lugar, eram monumentos aos patronos papais. As fontes anteriores de Bernini foram a Fonte do Tritão no Piazza Barberini, a Fonte do Mouro no extremo sul da Piazza Navona erguida durante o papado de Barberini, e o Netuno e Tritão para Villa Peretti Montalto, cuja estatuária agora reside no Victoria and Albert Museum, em Londres.
| Alegorias dos Quatro Rios | Alegorias dos Quatro Rios | Alegorias dos Quatro Rios | Alegorias dos Quatro Rios |
| ------------------------- | ------------------------- | ------------------------- | ------------------------- |
|                           |                           |                           |                           |
| Rio Ganges                | Rio Nilo                  | Rio de la Plata           | Rio Danúbio               |

Cada estátua da fonte tem animais e plantas que promovem sua identificação, e cada uma carrega consigo um certo número de alegorias e metáforas. O Ganges carrega um longo remo, representando a navegabilidade do rio. A cabeça do Nilo está coberta por um pedaço de pano solto, o que significa que ninguém naquela época sabia exatamente onde ficava a nascente do Nilo. O Danúbio toca o brasão pessoal do Papa, já que é o grande rio mais próximo de Roma. E o Río de la Plata está sobre uma pilha de moedas, um símbolo das riquezas que a América poderia oferecer à Europa (a palavra plata significa "prata" em Espanhol). Além disso, o Rio da Prata parece assustado com uma cobra, mostrando o medo dos homens ricos de que seu dinheiro possa ser roubado. Cada um é um deus do rio, semi-prostrado, admirado com a torre central, simbolizada pelos esbeltos obelisco, simbolizando o poder papal encimado pelo símbolo Pamphili (pomba). Além disso, a fonte é um teatro redondo, um espetáculo de ação, que pode ser percorrido. A água flui e espirra de uma desordem montanhosa irregular e perfurada de mármore travertino. Uma lenda, comum entre os guias turísticos, é que Bernini posicionou o encolhido Rio de la Plata como se a escultura estivesse temendo a fachada da igreja de Sant'Agnese de seu rival Borromini; na verdade, a fonte foi concluída vários anos antes de Borromini começar a trabalhar na igreja.
O obelisco, feito de granito de Aswan, está ligado ao imperador Domiciano e foi originalmente pensado para ter vindo do Serapeu, que o imperador reconstruiu em 80 d.C. No entanto, é plausível que o obelisco possa ter se originado do Templo da Gente Flávia, no Monte Quirinal, construído por Domiciano e dedicado ao culto de sua família. As inscrições hieroglíficas no obelisco eram de autoria romana, oferecendo um hino a Domiciano e aos imperadores deificados Vespasiano e Tito, possivelmente por ocasião da restauração de alguma obra. No século IV, o obelisco foi transferido para o Circo de Maxêncio, do imperador Maxêncio, localizado entre o San Sebastiano fuori le mura e o túmulo de Cecília Metela ao longo da Via Ápia, onde foi encontrado e transferido para a Fonte. O circo – assim como o vizinho Mausoléu de Maxêncio – foi inicialmente atribuído ao imperador Caracala, até escavações realizadas por Antonio Nibby em 1825, nas quais foi encontrada uma inscrição identificando a propriedade do local.
Em cada um dos quatro locais do obelisco há uma placa contendo a tradução de Athanasius Kircher para o latim de seus hieróglifos.
O projeto de Bernini foi influenciado pelo desenho do Monumento dos Quatro Mouros (Monumento dei Quattro mori), em Livorno, e também pode ter sido influenciado por uma fonte em Marino, construída para comemorar a derrota dos otomanos em Lepanto, em 1571. Esta fonte foi a inspiração de Francesco Robba (1698–1757) para a Fonte Robba, que fica (desde 2006 como uma réplica) na Praça da Cidade, em Liubliana, capital da Eslovênia. É um dos símbolos mais conhecidos da cidade.